# Gary Hallberg
Gary George Hallberg (Berwyn, 31 maggio 1958) è un golfista statunitense.
È un professionista che ha partecipato al PGA Tour e al Nationwide Tour.
Ha frequentato l'università Wake Forest di Winston-Salem, Carolina del Nord ed è stato membro della squadra di golf. Egli è stato membro del team Walker Cup del 1977, e medaglia individuale ai campionati maschili di golf NCAA Division I del 1979. Hallberg ha avuto due first storici del golf: fu il primo four-time, first-team All-American nella storia del golf universitario, e fu il primo giocatore ad ottenere la tessera PGA vincendo un totale stabilito di denaro anziché andare alla scuola di golf professionale. È diventato golfista professionista nel 1980.
Hallberg ha vinto tre gare PGA tour nella sua carriera. Fu Rookie of the year nel 1980. Il suo miglior piazzamento nel campionato maggiore è stato un T-6 al campionato PGA 1984 e The Masters del 1985.
Durante gli ultimi anni ha giocato principalmente nel Nationwide Tour. Ha anche fatto il commentatore sportivo per CNBC e la NBC Sports. Vive a Castle Rock, Colorado.

## Vittorie nel PGA Tour
- 1983 Isuzu-Andy Williams San Diego Open
- 1987 Greater Milwaukee Open
- 1992 Buick Southern Open

## Vittorie in Nationwide Tour
- 2002 Northeast Pennsylvania Classic

## Altre vittorie
- 1977 Illinois Open Championship
- 1978 North and South Amateur
- 1979 North and South Amateur, NCAA Division I Championship
- 1980 Open di Argentina
- 1981 Open di Lille
- 1982 Illinois Open Championship, Chunichi Crown Invitationals
- 1986 Chrisler team Championship con Scott Hoch
- 1988 Jerry Ford Invitational